# Црква Светог Пантелејмона у Манастирици
Црква Светог Пантелејмона у Манастирици, насељеном месту на територији општине Петровац на Млави, припада Епархији браничевској Српске православне цркве.

## Предање
По предању садашња црква подигнута на истом месту где је у средњем веку била црква или манастир, чији је ктитор био краљ Милутин. Саме рушевине од постојећег манастира биле су уочљиве све до првих балканских ратова 1912/13. године. Мештани су на поменутом месту услед јаких киша и бујица на тој локацији налазили разне реликвије, које су припадале поменутој цркви. 

## Градња и архитектура цркве
Црква посвећена Светом Пантелејмону налази се на узвишењу у центру места. Одобрење за зидање је дао Епископ браничевски Венијамин. Освећење цркве било је 9. августа 1956. године од стране епископа браничевског Хризостома. 
Грађена је у византијском стилу. Градња данашњег храма започета је 1939. године и тралала је три године, од прилога народа из села и околине. Димензије цркве су 13m дужине, 6m ширине и висине 10m. Зидана је од тврдог материјала, а под у цркви је од камена званог „рановачки”. Кубе је осмострано, са прозорима који су правоугаоног облика, ужи су и у горњем делу су са луком. Испод кубета је терасасти део који се уклапа у кров који је на две воде. На  самом врху кубета је кугла са великим крстом, искованим од гвожђа. 
Главни улаз у цркву је простран са двокрилним вратима. Над улазним вратима је већи прозор са полукружним луком. Црква је споља по зидовима фугована, тако да даје склад као стара грађевина. Звоно на цркви је старо школско звоно, које су купили мештани, пренели и поставили на цркву. Иконостас је дрвени и њега је радио столар Сима Рајић из села Рановца. Иконе на иконостасу су новијег датума и не зна се њихов аутор. 